# Orthomolybdate d'ammonium
Pour les articles homonymes, voir Molybdate d'ammonium.
L'orthomolybdate d'ammonium, ou molybdate de diammonium, est un composé chimique de formule (NH4)2MoO4. On le rencontre également sous la forme du tétrahydrate (NH4)2MoO4·4H2O.